# Pallacanestro Reggiana 2015-2016
Questa voce raccoglie le informazioni riguardanti la Pallacanestro Reggiana nelle competizioni ufficiali della stagione 2015-2016.

## Stagione
La stagione 2015-2016 del Pallacanestro Reggiana sponsorizzata Grissin Bon, è la 18ª nel massimo campionato italiano di pallacanestro, la Serie A.
La stagione si apre con la partecipazione alla Supercoppa Italiana che si è tenuta il 26 e 27 settembre 2015 al PalaRuffini di Torino. In semifinale viene battuta la Dinamo Sassari per 78-79. Il giorno seguente gli emiliani incontrarono per la finale l'Olimpia Milano 80-68 conquistando così il trofeo.
Il 3 gennaio 2016 la Pallacanestro Reggiana diventa campione d'inverno per la prima volta nella sua storia, chiudendo il girone d'andata al primo posto con 22 punti (11 vittorie e 4 sconfitte). Il 19 febbraio la Pallacanestro Reggiana partecipa alla Coppa Italia, venendo eliminati ai quarti di finale per 87-94 dalla Sidigas Avellino. 
In EuroCup la Pallacanestro Reggiana finisce al terzo posto nella regular season della competizione, valido per l'accesso alla last 32 dove termina il percorso. In campionato al termine della regular season si classifica al secondo posto con 42 punti.
La formazione allenata da Max Menetti trova ai quarti di finale dei playoff la Dinamo Sassari, i reggiani superano il turno vincendo la serie per 3-0. In semifinale incontrano la Sidigas Avellino, che viene eliminata dopo a gara 7, i biancoverdi vincono al PalaDelMauro portando la serie alla decisiva gara 7 dove vincerà 85-80 ritornando così in finale ad un anno di distanza. La Pallacanestro Reggiana affronta in finale l'Olimpia Milano. Le prime due partite giocate al Forum d'Assago vedono prevalere la squadra di casa rispettivamente 87-80 e 94-73, in terra reggiana i biancorossi riescono a raddrizzare la serie vincendo 81-72 gara 3 e 81-76 gara 4, in gara 5 l'EA7 vince nettamente 97-73 riuscendo poi a vincere gara 6 70-74 al PalaBigi.

## Divise
| casa | trasferta |

## Roster
Aggiornato al 13 febbraio 2017.
| Grissin Bon Reggio Emilia 2015-16 | Grissin Bon Reggio Emilia 2015-16 |
| Giocatori                         | Staff tecnico                     |
| --------------------------------- | --------------------------------- |

| N. | Naz.                   | Ruolo | Nome                       | Anno | Alt.   | Peso   |  |
| -- | ---------------------- | ----- | -------------------------- | ---- | ------ | ------ |  |
| 4  | Italia (bandiera)      | GA    | Pietro Aradori             | 1988 | 194 cm | 95 kg  |  |
| 5  | Stati Uniti (bandiera) | P     | Derek Needham              | 1990 | 180 cm | 83 kg  |  |
| 6  | Italia (bandiera)      | AG    | Achille Polonara           | 1991 | 205 cm | 92 kg  |  |
| 7  | Lituania (bandiera)    | C     | Darjuš Lavrinovič          | 1979 | 212 cm | 108 kg |  |
| 8  | Italia (bandiera)      | G     | Amedeo Della Valle         | 1993 | 196 cm | 86 kg  |  |
| 9  | Italia (bandiera)      | P     | Andrea De Nicolao          | 1991 | 185 cm | 75 kg  |  |
| 10 | Rep. Ceca (bandiera)   | AC    | Adam Pecháček              | 1995 | 207 cm | 105 kg |  |
| 10 | Italia (bandiera)      | PG    | Salvatore Parrillo         | 1992 | 190 cm | 85 kg  |  |
| 11 | Lettonia (bandiera)    | GA    | Artūrs Strautiņš           | 1998 | 196 cm | 80 kg  |  |
| 12 | Bielorussia (bandiera) | C     | Uladzimir Verameenka       | 1984 | 208 cm | 107 kg |  |
| 13 | Lituania (bandiera)    | G     | Rimantas Kaukėnas (C)      | 1977 | 192 cm | 84 kg  |  |
| 15 | Lettonia (bandiera)    | AP    | Ojārs Siliņš               | 1993 | 200 cm | 95 kg  |  |
| 16 | Italia (bandiera)      | PG    | Federico Bonacini          | 1999 | 190 cm | 83 kg  |  |
| 17 | Italia (bandiera)      | AC    | Alessandro Lever           | 1998 | 202 cm | 100 kg |  |
| 18 | Italia (bandiera)      | PG    | Stefano Gentile            | 1989 | 191 cm | 90 kg  |  |
| 20 | Montenegro (bandiera)  | C     | Vladimir Golubović         | 1986 | 212 cm | 115 kg |  |
| -  | Italia (bandiera)      | PG    | Luca Degli Esposti Castori | 1999 | 188 cm |        |  |
| -  | Italia (bandiera)      | AG    | Marco Lusvarghi            | 1997 | 201 cm |        |  |

| Allenatore                                                                                     |
| - Massimiliano Menetti                                                                         |
| Assistente/i                                                                                   |
| - Devis Cagnardi - Donatas Slanina Legenda - (C) Capitano - (IN) Inattivo - Infortunato Roster |

### Staff tecnico
| Allenatore:      | Massimiliano Menetti |
| Vice-Allenatore: | Devis Cagnardi       |

| Assistente allenatore: | Donatas Slanina    |
| Preparatore atletico:  | Emanuele Tibiletti |

| Fisioterapista: | Simone Stanzani   |
| Medico sociale: | Vincenzo Guiducci |

| Team Manager: | Filippo Barozzi |

| Addetto agli arbitri: | Claudio Panzera |

| Addetto ai materiali: | Roberto Della Corna |

| Addetto alle statistiche: | Leo Ergelini |

| Presidente: | Licia Ferrarini |

| Amministratore Delegato: | Alessandro Dalla Salda |

| General Manager: | Alessandro Frosini |

## Mercato

### Sessione estiva
| Acquisti | Acquisti             | Acquisti         | Acquisti   | Acquisti |
| R.       | Nome                 | da               | Modalità   |          |
| -------- | -------------------- | ---------------- | ---------- | -------- |
| GA       | Pietro Aradori       | Reyer Venezia    | definitivo |          |
| P        | Andrea De Nicolao    | Scaligera Verona | definitivo |          |
| C        | Uladzimir Verameenka | Bandırma Banvit  | definitivo |          |
| PG       | Stefano Gentile      | Pall. Cantù      | definitivo |          |

| Cessioni | Cessioni           | Cessioni                    | Cessioni       | Cessioni |
| R.       | Nome               | a                           | Modalità       |          |
| -------- | ------------------ | --------------------------- | -------------- | -------- |
| PG       | Federico Mussini   | St. John's R. Storm         | fine contratto |          |
| C        | Vitalis Chikoko    | Scaligera Verona            | fine contratto |          |
| AC       | Giovanni Pini      | Scandone Avellino           | fine contratto |          |
| P        | Andrea Cinciarini  | Olimpia Milano              | fine contratto |          |
| C        | Riccardo Cervi     | Scandone Avellino           | fine contratto |          |
| G        | Drake Diener       | Saragozza                   | fine contratto |          |
| G        | Gabriele Stefanini | Bergen Catholic High School | fine contratto |          |

### Dopo l'inizio della stagione
| Acquisti | Acquisti           | Acquisti       | Acquisti   | Acquisti |
| R.       | Nome               | da             | Modalità   |          |
| -------- | ------------------ | -------------- | ---------- | -------- |
| P        | Derek Needham      | Free agent     | definitivo |          |
| PG       | Salvatore Parrillo | Azzurro Napoli | definitivo |          |
| C        | Vladimir Golubović | Free agent     | definitivo |          |

| Cessioni | Cessioni      | Cessioni     | Cessioni | Cessioni |
| R.       | Nome          | a            | Modalità |          |
| -------- | ------------- | ------------ | -------- | -------- |
| AC       | Adam Pecháček | AZS Koszalin | prestito |          |